# Mandala (skulptur)

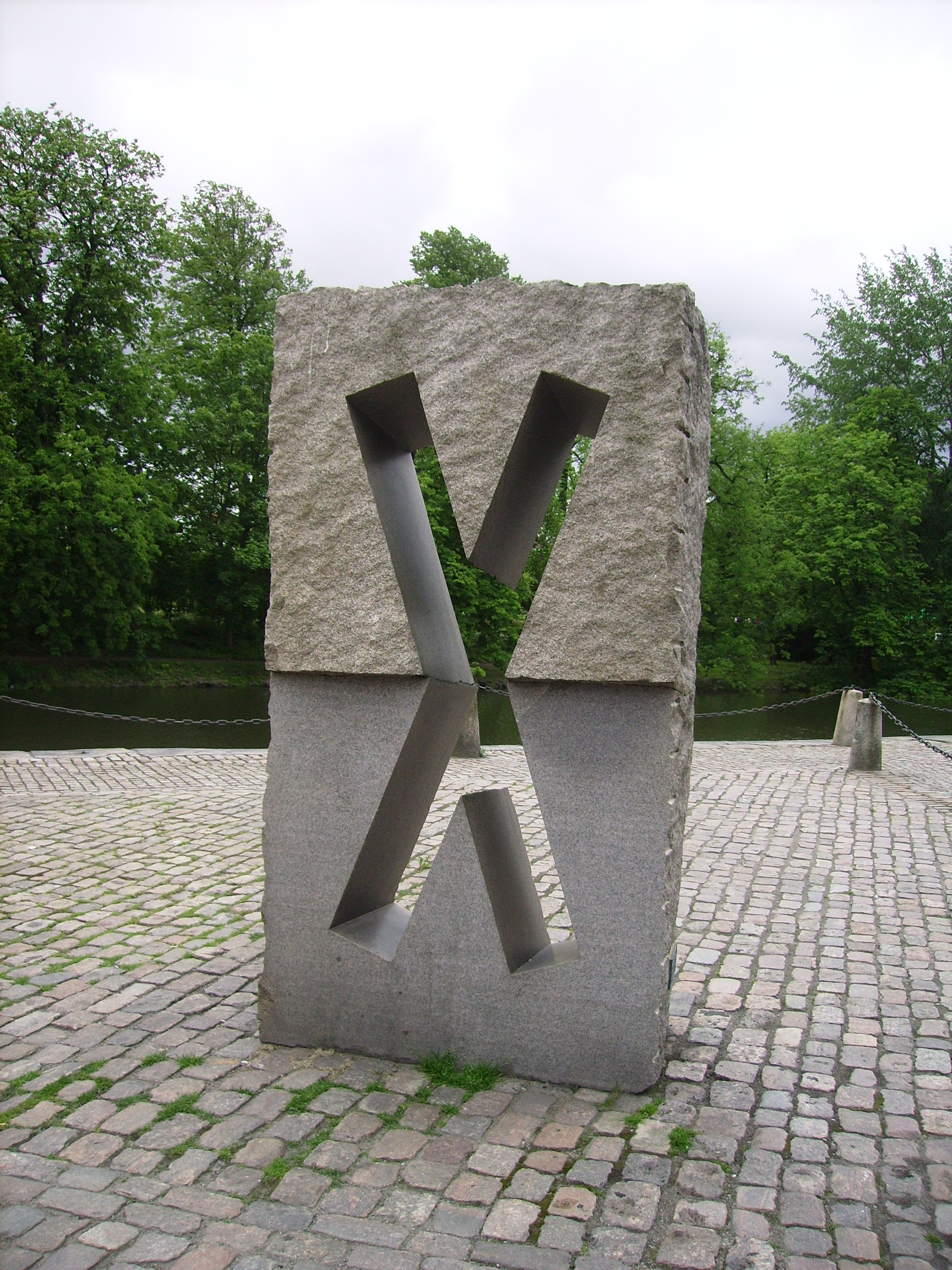
Mandala. På andra sidan Vallgraven ligger Trädgårdsföreningen.

Mandala är en skulptur i Göteborg vid Stora Nygatan, i stadsdelen Inom Vallgraven.  
Den är utförd av Takashi Naraha 1992 med medel från Charles Felix Lindbergs donationsfond.